# Жёлтые пеструшки
Жёлтые пеструшки (лат. Eolagurus) — род грызунов из подсемейства полёвок.
Жёлтые пеструшки достигают сравнительно крупного размера среди полёвок — длина тела до 200 мм. Ушные раковины прикрыты более длинными волосами, чем у степных пеструшек. Окраска верха светлая, песчаного цвета. 
Ископаемые остатки известны из позднего плейстоцена.
В род включают 2 современных вида:
- Eolagurus luteus (Eversmann, 1840) — Жёлтая пеструшка
- Eolagurus przewalskii (Büchner, 1889) — Пеструшка Пржевальского